# Мезон-Фен
Мезо́н-Фен (фр. Maison-Feyne, окс. Maison Feine) — коммуна во Франции, находится в регионе Лимузен. Департамент коммуны — Крёз. Входит в состав кантона Дён-ле-Палестель. Округ коммуны — Гере.
Код INSEE коммуны — 23117.

## Население
Население коммуны на 2010 год составляло 300 человек.
| 1962 | 1968 | 1975 | 1982 | 1990 | 1999 | 2010 |
| ---- | ---- | ---- | ---- | ---- | ---- | ---- |
| 407  | 354  | 356  | 357  | 314  | 290  | 300  |

## Экономика
В 2010 году среди 192 человек трудоспособного возраста (15—64 лет) 136 были экономически активными, 56 — неактивными (показатель активности — 70,8 %, в 1999 году было 67,9 %). Из 136 активных жителей работали 129 человек (72 мужчины и 57 женщин), безработных было 7 (2 мужчин и 5 женщин). Среди 56 неактивных 12 человек были учениками или студентами, 34 — пенсионерами, 10 были неактивными по другим причинам.